# AS Sud-Est
La Association Sportive Sud-Est es un equipo de fútbol de Haití, con sede en Sureste. Fundado el 28 de febrero de 2015, compite en la Liga de fútbol de Haití, la cual es la categoría superior de fútbol en Haití y su cancha es el Parc Pinchinat de Jacmel. El presidente del equipo es el senador Edwin (Edo) Zenny.

## Historia
El club se fundó el 28 de febrero de 2015. Ganó la Segunda División y fue promovido a la primera división después de la temporada 2016. Su primer partido en primera división fue contra el América des Cayes, donde el partido terminó en un empate 1–1. Su primera victoria en la primera división fue contra el Tempête FC el 18 de marzo de 2017, finalizando el partido 0–3.

## Palmarés
- Segunda División de Haití (1):

2016